# Louis Beketov Nielsen
Louis Beketov Nielsen (født 21. september 1944 i København; død 30. august 2015 i Næstved) var cand. scient. og lektor i fysik og astronomi ved Herlufsholm kostskole i Næstved indtil 2013. Louis Nielsen er ophavsmand til en kvanteteori om universet, der forener mikrokosmos med makrokosmos. Teorien er baseret på en kvantisering af rum, tid og masse, og teorien postulerer eksistensen af universets mindste energi-/stof-partikler, som Louis Nielsen har navngivet unitoner.
Efter en række korterevarende ansættelser blev Louis Nielsen ansat på Herlufsholm i 1980, hvor han bl.a. havde tilsynet med den historiske fysikapparatursamling. Han har i en årrække også undervist i fysik og kemi på VUC Næstved, og han var formand for Folkeuniversitetet i Næstved. Han levede og åndede for naturvidenskaben, og hans engagement spændte fra forskning i naturvidenskabens historie til opstilling af nye teorier om holistisk kvantekosmologi, gravitationens aftagen og hvad de mindste byggestene, meget mindre end elektroner, kan være.
Louis Nielsen tog ud som foredragsholder, bl.a. ved Dansk Naturvidenskabsfestival, hvor han fortalte om både egne teorier og om andres. På tv-kanalen dk4 (dk4-Universitetet) har han holdt to foredrag om Albert Einsteins liv og teorier i Einstein-året 2005. Senere medvirkede han i flere lokal-tv-udsendelser. 
Herlufsholms store solur på væggen af Helenhallen beregnede og designede Louis Nielsen i 1985 på opfordring fra daværende rektor Gert Olsen. Solurets motto: Tempus mutatio est (latin: Tid er forandring). I 1988 beregnede han et tilsvarende solur til Vor Frue Skole i Næstved. Teksten »Tempus mutatio est« står på hans gravsten på Herlufsholm Kirkegård (Mindelunden).

## Uddybende biografi
Louis Nielsens forældre var civilingeniør (elektro) Carl Salking (f. Nielsen, 1921-1999) fra Vestjylland og hustru, kunstner Galina Nielsen (f. Beketova, 1912-1989) fra Maikop i Kaukasus, Ukraïne. Louis Nielsen startede sin skolegang i Herlev og begyndte i mellemskolen på Greve-Kildebrønde Centralskole; men på grund af en hofteskade forårsaget af fodbold blev skolegangen her afbrudt i omkring to år, hvorefter han siden tog mellemskole- og realeksamen i Præstø. – Matematisk-fysisk student fra Næstved Gymnasium 1966. Studerede fysik, kemi og astronomi på Københavns Universitet. Cand. scient. i fysik og astronomi 1972. Hovedspeciale: Merkurperihel-anomalien. Har senere taget kemikurser på RUC for at kvalificere sig i kemi. Har i gymnasiet undervist i fysik, kemi, astronomi, matematik og naturfag.

## Ansættelser
1968-71 hospitalslaborantvikar på Gentofte Amtssygehus. 1971 Haderslev Katedralskole. 1972 Rønne Statsskole. 1973 Nakskov Gymnasium. 1974 Esbjerg Statsskole. 1975 Kalundborg Gymnasium, hvor han tog pædagogikum. Foråret 1976 vikar på Frederikssund Gymnasium. 1976-80 Toftegård Studenterkursus og Københavns Dag- og Aftenseminarium. 1980-2013 Herlufsholm Skole. Samtidig med ansættelsen på Herlufsholm har Louis Nielsen i 2 år været ekstern lektor i fysik ved Odense Universitet. Gennem alle årene i Næstved havde Louis Nielsen et fysikhold på HF ved voksenundervisningscenteret.

## Eksternt link
Se: http://louis.rostra.dk/ Førstehåndspublicerede artikler af Louis B. Nielsen. 